# Lindberg
Lindberg ist eine Gemeinde im niederbayerischen Landkreis Regen direkt am Nationalpark Bayerischer Wald.

## Geographie

### Lage
Lindberg liegt in der Region Donau-Wald inmitten des Bayerischen Waldes an der Glasstraße am Fuß des 1315 m hohen Falkensteins nur vier Kilometer von Zwiesel entfernt sowie 14 km nordöstlich der Kreisstadt Regen, 30 km nordwestlich von Grafenau und 14 km vom Grenzübergang zu Tschechien in Bayerisch Eisenstein entfernt.
Im östlichen Teil des Gemeindegebiets – nahe der tschechischen Grenze – liegt das Hochmoor Schluttergasse mit dem Latschensee.

### Gemeindegliederung
Es gibt 22 Gemeindeteile (in Klammern ist der Siedlungstyp angegeben):
- Altpocher (Einöde)
- Beihof (Weiler)
- Benat (Weiler)
- Buchenau (Kirchdorf)
- Dampfsäge (Weiler)
- Hirschbach (Einöde)
- Jungmaierhütte (Weiler)
- Kreuzstraßl (Dorf)
- Lehen (Dorf)
- Lindberg (Pfarrdorf)
- Lindbergmühle (Dorf)
- Ludwigsthal (Pfarrdorf)
- Oberlindbergmühle (Dorf)
- Oberzwieselau (Dorf)
- Pochermühle (Dorf)
- Rieshaus (Weiler)
- Schachtenhaus (Einöde)
- Scheuereck (Weiler)
- Schleicher (Weiler)
- Spiegelhütte (Kirchdorf)
- Unterzwieselau (Kirchdorf)
- Zwieslerwaldhaus (Dorf)

Es gibt die Gemarkungen Lindberg und Zwieslerwaldhaus.

## Geschichte

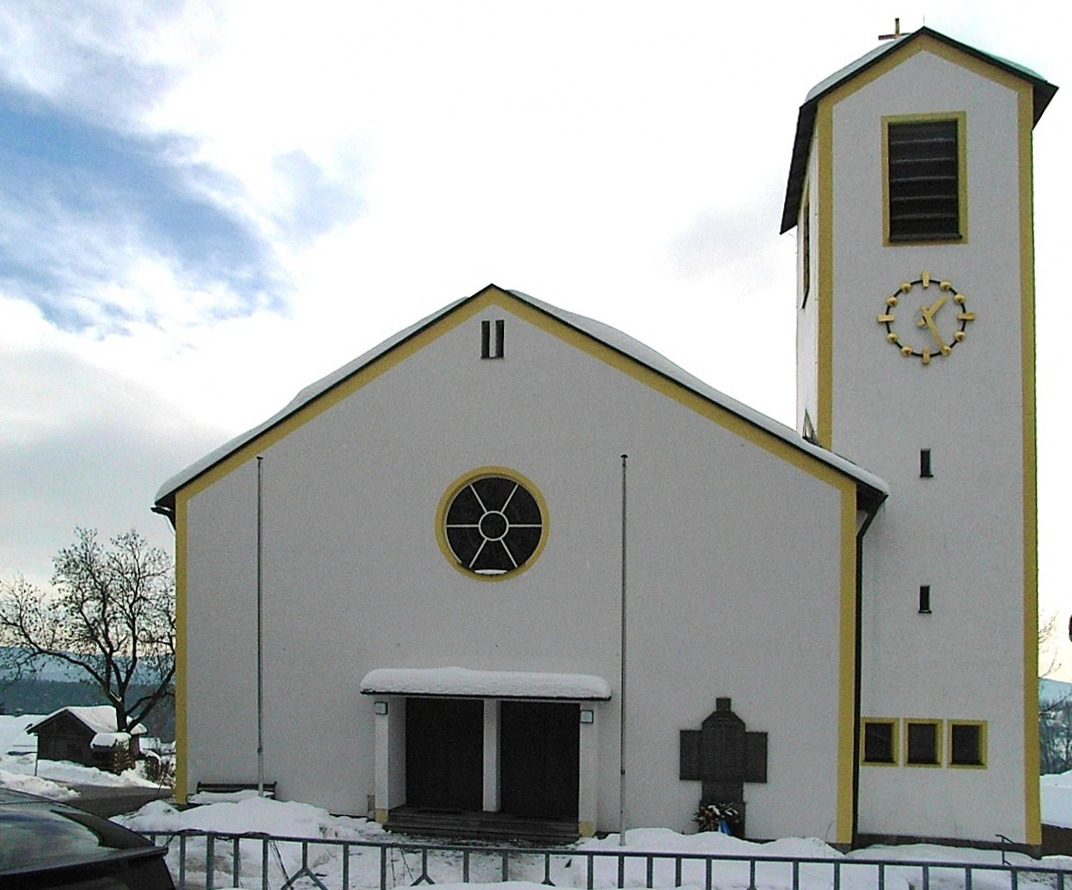
Die Pfarrkirche von Lindberg

### Bis zur Gemeindegründung
Lindberg gehörte zum Rentamt Straubing und zum Landgericht Zwiesel im Kurfürstentum Bayern.
Die Edelfreien Ebenhoch (Ebenhöch) erhielten von Mitte des 10. bis Ende des 11. Jahrhunderts als Lehen der Babonen ein Herrschaftsgebiet bei Lindberg im Landkreis Regen im Bayerischen Wald und waren auch in Regensburg ansässig.
Die Gründung der Ortschaft geht ins Jahr 1345 zurück, wobei man schon 1356 von 19 Bauernhöfen in Lindberg gesprochen hat. Nach und nach kamen 21 Gemeindeteile hinzu, welche zusammen die heutige Gemeinde (besteht seit 1821) bilden, darunter auch Buchenau.

### 20. Jahrhundert
Im Jahr 1997 wurden etwa zwei Drittel der Gemeindefläche zum Erweiterungsgebiet des Nationalparks Bayerischer Wald erklärt und somit unter strengen Schutz gestellt.
Große Tradition hat die Glaskunst vor allem im Ortsteil Ludwigsthal.

### Glashütte Ludwigsthal
Die im Gemeindegebiet liegende Ortschaft Ludwigsthal ging aus einer sehr bedeutenden Glashütte samt eigener Hüttensiedlung hervor. Diese wurde 1826 durch den Glashüttenmeister Georg Christoph Abele aus Hurkenthal im Böhmerwald gegründet und nach König Ludwig I. benannt. Der Betrieb gehörte, zusammen mit Schwarzenthal bei Philippsreut, zu den ersten bedeutenden Spiegelglasfabriken im damaligen Bayern. 1833 starb der Hüttengründer, worauf sein Bruder Ferdinand die Leitung des Betriebes übernahm. Die Frau von G. Ch. Abeles Sohn Wilhelm, eine geborene Hafenbrädl, leitete die Hütte von 1844 bis zum Konkurs im Jahre 1861. Der Metzgermeister Josef Pauli aus Zwiesel ersteigerte den Besitz und stellte die Produktion nach zwei Bränden (1871 und 1873) auf Hohlglas um. 1901 pachtete Anton Röck aus Zwiesel den Betrieb und gründete zusammen mit der nahe gelegenen Regenhütte und der Hütte in Schliersee in Oberbayern eine Aktiengesellschaft. In der Zeit des Ersten Weltkriegs wurde die AG aufgelöst und 1928 die Produktion eingestellt. 1948 nahm die Hütte wieder ihren Betrieb auf und wurde 1955 an Rudolf Angerer verpachtet. In dieser Zeit waren an die 200 Menschen bei der Glashütte Ludwigsthal beschäftigt. 1981 wurde die Hütte geschlossen.
Heute erinnern noch das Schloss des Hüttenherren, die Wohnhäuser der Glasmacher und die Ruine der Hütte an Ludwigsthals Glanzzeit. Eine Schauglashütte in Ludwigsthal knüpft an die „gläserne“ Tradition des Ortes an der Glasstraße an.

### Einwohnerentwicklung
Zwischen 1988 und 2018 stagnierte bzw. wuchs die Einwohnerzahl minimal von 2274 auf 2279 um 5 Einwohner bzw. um 0,2 %.
| Politik   | 1970 | 1987 | 1991 | 1995 | 2000 | 2005 | 2010 | 2015 | 2020 |
| --------- | ---- | ---- | ---- | ---- | ---- | ---- | ---- | ---- | ---- |
| Einwohner | 2481 | 2296 | 2399 | 2390 | 2392 | 2416 | 2394 | 2362 | 2281 |

## Politik

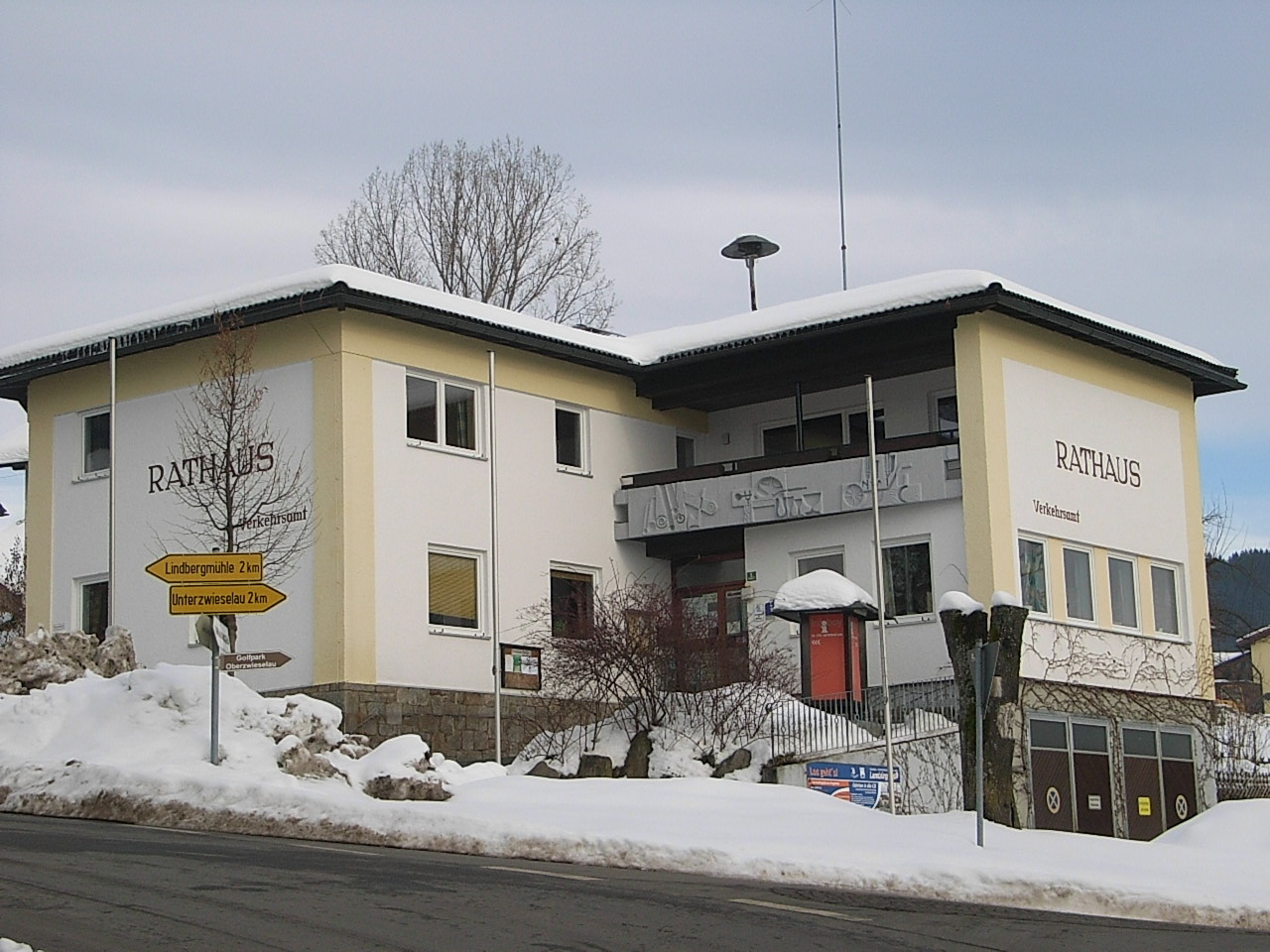
Das Rathaus von Lindberg

### Gemeinderat
Der Gemeinderat setzt sich seit der Kommunalwahl vom 15. März 2020 wie folgt zusammen:
- CSU: 6 Sitze (43,51 % der Stimmen)
- SPD: 4 Sitze (24,17 % der Stimmen)
- FWG: 2 Sitze (17,21 % der Stimmen)
- Bürgerliste Lindberg: 2 Sitze (15,11 % der Stimmen)

### Bürgermeister
Erster Bürgermeister ist Gerd Lorenz (CSU). Er wurde im Jahr 2020 als Nachfolger von Gerti Menigat (Bürgerliste Lindberg) mit 87,10 % der Stimmen (bei einer Gegenkandidatin) gewählt. Gerti Menigat (Bürgerliste Lindberg) wurde im Jahr 2002 Nachfolgerin von Karl Liebl (SPD). Der 2. Bürgermeister ist Eugen Stadler (CSU).

### Partnergemeinde
Lindberg pflegt seit 1987 eine Partnerschaft mit der in Oberösterreich liegenden Gemeinde Puchenau. Anlass für die Partnerschaft war die Assoziation des Namens Puchenau mit dem zu Lindberg gehörenden Ortsteil Buchenau.

### Wappen
| Wappen Gde. Lindberg | Blasonierung: „In Gold aus schwarzem Dreiberg wachsend ein grüner Lindenzweig mit drei Blättern.“ |
| Wappen Gde. Lindberg | Wappenbegründung: Der Lindenzweig auf dem Dreiberg ist ein vollständig für den Gemeindenamen redendes Wappenbild. Die Gemeinde verdankt ihr Wachstum vor allem der seit dem 19. Jahrhundert stark expansiven Glas- und Holzindustrie im nordöstlichen Landkreis Regen. Auf die Herstellung historischer Bezüge wird im Gemeindewappen verzichtet. Dieses Wappen wird seit 1980 geführt. |

## Sehenswürdigkeiten

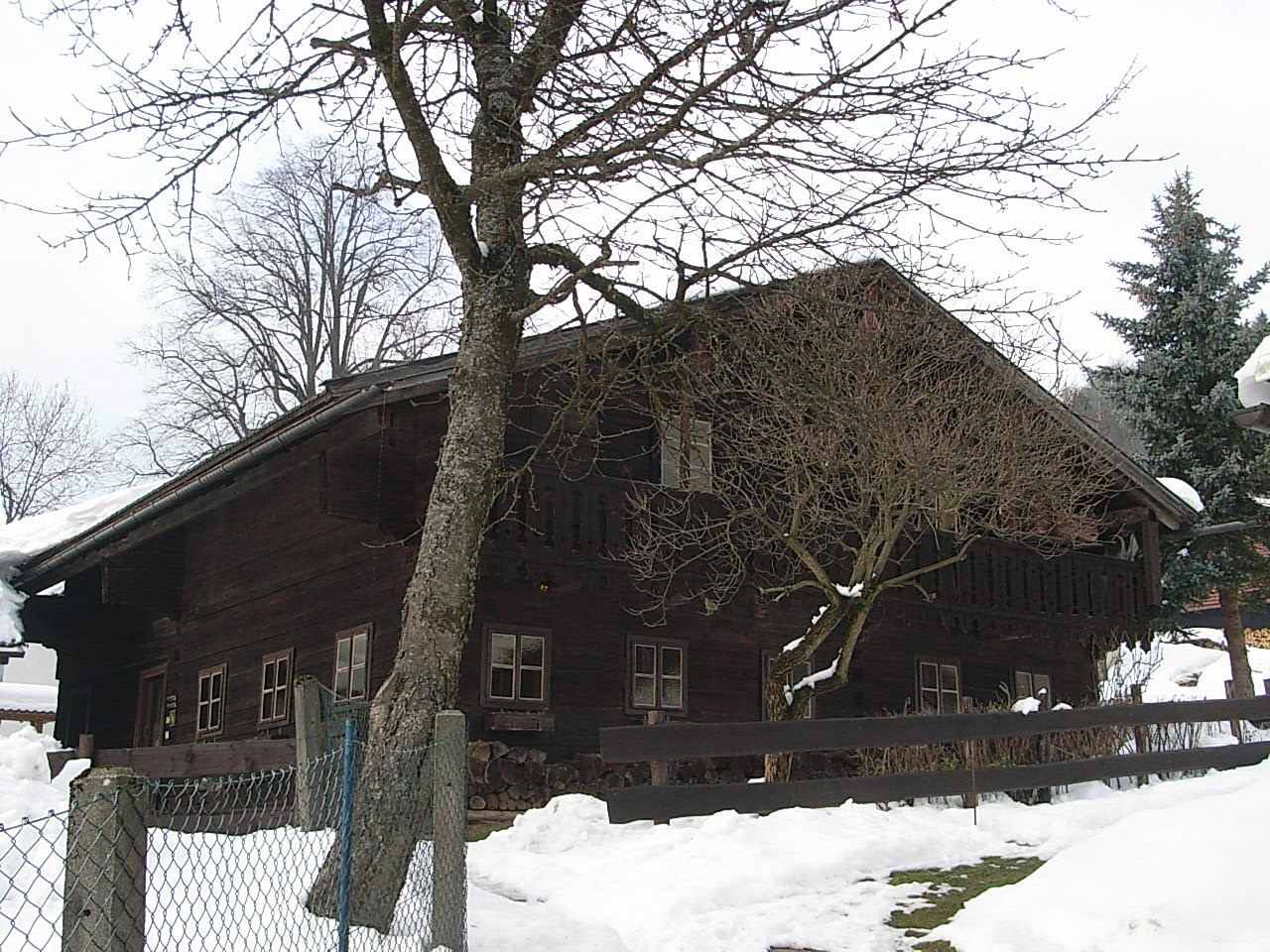
Das Bauernhausmuseum

- Die Pfarrkirche St. Josef der Arbeiter in Lindberg ist ein schlichter moderner Bau von A. Hornsteiner aus dem Jahr 1958
- Die Pfarrkirche Hl. Herz Jesu in Ludwigsthal gehört zu den künstlerisch bedeutendsten Sakralbauten aus der Jahrhundertwende. Sie wurde 1893/94 von Johann Baptist Schott erbaut und im Inneren von dem renommierten Jugendstilkünstler Franz Hofstötter mit Glasmosaiken und gemalten Fenstern sowie mit Fresken im byzantinischen Stil ausgestattet.
- Schauglashütte in Ludwigsthal
- Bauernhausmuseum Lindberg: 1975 wurde ein alter, in Blockbauweise errichteter Bauernhof in Lindberg von Franz Handlos und seiner Frau Helga als Museum zugänglich gemacht. Zum Museum gehören außer dem Bauernhaus das Austragshaus, welches als Wirtshaus genutzt wird, sowie eine 1885 erbaute Holzkapelle. Das Museum ist von Ostern bis Oktober geöffnet.
- Höllbachgspreng: ist eine vom Höllbach geformte steile Schlucht, die in mehreren Wasserfällen und einem kleinen See vom Höllbach durchflossen wird. Ein Weg für geübte Wanderer führt durch die Höllbachgspreng zum Gipfel des Großen Falkensteins. Die Höllenbachspreng liegt zwischen Lindberg und dem Großen Falkenstein.

## Wirtschaft und Infrastruktur

### Wirtschaft einschließlich Land- und Forstwirtschaft
Es gab im Jahr 2020 nach der amtlichen Statistik im produzierenden Gewerbe 87 und im Bereich Handel und Verkehr 99 sozialversicherungspflichtig Beschäftigte am Arbeitsort. In sonstigen Wirtschaftsbereichen waren am Arbeitsort 58 Personen sozialversicherungspflichtig beschäftigt. Sozialversicherungspflichtig Beschäftigte am Wohnort gab es insgesamt 817. Im verarbeitenden Gewerbe gab es keine, im Bauhauptgewerbe drei Betriebe. Zudem bestanden im Jahr 2016 22 landwirtschaftliche Betriebe mit einer landwirtschaftlich genutzten Fläche von 363 ha, davon 353 ha Dauergrünfläche.

### Verkehr
Im Gemeindeteil Ludwigsthal befindet sich ein Haltepunkt an der Bayerischen Waldbahn. Von Lindberg aus ist der Bahnhof Zwiesel der nächstgelegene Bahnhof.

### Bildung
Es gibt folgende Einrichtungen (Stand: 2021):
- zwei Kindertagesstätten: 97 genehmigte Plätze, 90 betreute Kinder
- eine Grundschule: fünf Lehrkräfte, 68 Schülerinnen und Schüler in vier Klassen

## Persönlichkeiten
- Klaus Fischer (* 27. Dezember 1949), Fußballspieler

## Sonstiges
- In dem Weiler Scheuereck befindet sich eine Waldgaststätte mit einem großen Hirschgehege.
- In Lindberg fanden die Deutschen Biathlon-Meisterschaften 1991 statt.